# Carlos Fonseca Amador
Carlos Alberto Fonseca Amador (Matagalpa, 23 de juny de 1936 - Cerro Zinica, 8 de novembre de 1976) va ser un professor, polític i revolucionari nicaragüenc, fundador del Front Sandinista d'Alliberament Nacional al costat de Santos López, Silvio Mayorga, Faustino Ruiz, Tomàs Borge, Noel Guerrero i Bayardo Altamirano, entre d'altres.
Tres anys després de la seva mort en combat contra la dictadura d'Anastasio Somoza, una gran part de la població nicaragüenca va donar suport a la guerrilla sandinista que va entrar triomfant a Managua posant fi al règim dictatorial de la família Somoza. Ha rebut pòstumament els títols d'Heroi Nacional de Nicaragua i de Comandant en Cap de la Revolució Sandinista.

## Biografia
El 3 de juliol de 1957 Fonseca va viatjar a la Unió Soviètica amb la finalitat d'assistir al VI Festival Mundial de la Joventut i els Estudiants a Moscou. El 16 d'agost va participar al congrés de Kíev i després va visitar la República Democràtica Alemanya per a participar al Congrés d'Estudiants per la Pau i l'Amistat a Leipzig. Va conèixer Berlín Oriental abans de tornar a Moscou a l'octubre. Sobre l'experiència d'aquesta missió va escriure el llibre Un nicaragüense en Moscú. Després de visitar diversos països europeus i americans va tornar a Nicaragua el 16 de desembre i va ser detingut immediatament a l'Aeroport Internacional Las Mercedes de Managua per la Guàrdia Nacional.
El 1959 Carlos Fonseca va passar de Guatemala a Hondures i es va integrar a la columna guerrillera Rigoberto López Pérez al comandament de Rafael Somarriba que comptava amb el suport del govern cubà en la lluita contra la dictadura dels Somoza. A la columna hi havia nombrosos revolucionaris cubans. En una acció coordinada la columna va ser massacrada al Chaparral i Fonseca va rebre una ferida de bala al pulmó. Va ser tractat a l'Hospital General San Felipe de Tegucigalpa i posteriorment traslladat a l'Havana.
En una reunió del Movimiento Nueva Nicaragua celebrada a Hondures al juliol de 1961, Fonseca va proposar el nom de Front Sandinista d'Alliberament Nacional (FSLN) per a l'organització armada revolucionària que des de mesos enrere s'estava gestant.
Després d'exercir la resistència urbana, va viure i treballar a l'Havana fins al 1975. En aquest temps va realitzar una intensa tasca d'organització de l'FSLN i de publicació de diferents comunicats i articles, molts dels quals van ser publicats a la revista Bohemia. L'agost de 1975 va tornar a Nicaragua i al novembre va escriure Síntesis de algunos problemas actuales. Després es va integrar a la muntanya i el 1976 va escriure Notas sobre la montaña i Notas sobre algunos problemas de hoy.
Carlos Fonseca va caure en combat la nit del 8 de novembre de 1976 al departament de Zelaya, a la Regió Autònoma de l'Atlàntic Nord. Testimonis presencials va indicar que va ser assassinat després d'haver estat capturat. El seu cadàver va ser mutilat per a enviar les seves mans a Managua per a la seva identificació. La seva mort va ser el desencadenant per a gestar la unitat de les tendències sandinistes.
El 1979 les seves restes van ser exhumades a la muntanya i dipositades, durant una cerimònia solemne en què van participar més de 100.000 persones, al mausoleu del Parc Central contigu a la Plaça de la Revolució de Managua, al costat de les restes del Coronel Santos López.